# Camden Society
Die Camden Society war eine britische historische Gesellschaft, welche 1897 in die Royal Historical Society aufging.

## Geschichte
Die Camden Society wurde 1838 in London gegründet, um historische Quellentexte zur englischen Geschichte herauszugeben. 1897 fusionierten sie mit der Royal Historical Society, die von da an die Camden Serie von Quellenpublikationen und Nachdrucken herausgab. Bis 2012 war sie auf 325 Bände angewachsen, die mittlerweile in der fünften Serie erschienen. Sie erscheinen heute bei Cambridge University Press.
Sie ist nach dem elisabethanischen Historiker William Camden (1551–1623) benannt. Vorbild war eine ähnliche Gesellschaft (Surtees Society, gegründet 1834), die Quellentexte für Nordengland druckte, und Gründer waren die Antiquare und Historiker John Gough Nichols (1806–1873), John Bruce (1802–1869) und Thomas Wright (1810–1877) sowie Thomas Amyot (1775–1850), Frederic Madden (1801–1873), Thomas Crofton Croker, John Payne Collier (1789–1883, Shakespeare-Experte und Fälscher) und Joseph Hunter (1783–1861). Erster Präsident war Francis Egerton, 1. Earl of Ellesmere. Anfangs hatten sie 500 Mitglieder, häufig auch Mitglieder der Society of Antiquaries of London, die die rund zwei Publikationen jährlich in Subskription erhielten.
Sie ist nicht mit der 1839 gegründeten Cambridge Camden Society innerhalb der anglikanischen Kirche zu verwechseln oder mit einer gleichnamigen britischen Hilfsorganisation für Behinderte.